# André Verger

a Compétitions nationales et continentales officielles uniquement.

b Matchs officiels uniquement.
Dernière mise à jour le 22 septembre 2022.
André Verger est un joueur français de rugby à XV, né le 28 mai 1906 à Limoges (où il débuta au SAU Limoges) et décédé le 27 mars 1978 à Paris, de 1,75 m pour 70 kg, ayant occupé le poste de demi d'ouverture en sélection nationale.

## Biographie
Après être passé par le Racing club de France, il joue en club au Stade français.
Il obtient sept sélections en équipe de France entre 1927 et 1928.
Tout au début des années 1930, il migra aux Harlequins de Londres, puis passa rapidement au Heidelberg RK allemand, à la suite des mauvaises relations rugbystiques franco-britanniques.
Il interrompit alors son sport de prédilection à cause d'une fracture tibia-péroné, et dirigea ensuite une entreprise d’orfèvrerie.

## Palmarès
- 7 sélections en équipe de France, de 1927 à 1928
- Membre de la 1re équipe vainqueur de l'Angleterre dans le Tournoi des Cinq Nations, en 1927 à Colombes
- Membre de la 1re équipe vainqueur du Pays de Galles dans le tournoi, en 1928 à Colombes (là demi de mêlée)
- Vice-champion de France en 1927